# Edmund Pery (5e comte de Limerick)
Edmund Colquhoun Pery, 5e comte de Limerick (16 octobre 1888 - 4 août 1967) est un pair et soldat britannique. 

## Biographie
Il est le fils de William Pery (3e comte de Limerick) et de sa deuxième épouse, Isabella, et fait ses études au Collège d'Eton et au New College, Oxford. Il est officier dans la ville de Londres Yeomanry et pendant la Première Guerre mondiale, il combat en Égypte, en France et à la Bataille des Dardanelles, finissant la guerre comme major. Après la guerre, Pery continue à servir dans la City of London Yeomanry, qui devient une Brigade d'artillerie royale, et hérite des titres de son demi-frère en 1929. 
Lord Limerick est colonel honoraire de la City of London Yeomanry (TA) de 1932 à 1952, vice-président de 1937 à 1941, puis président de la City of London Territorial and Auxiliary Forces Association de 1941 à 1950 et vice-président de 1942 à  1949, puis président de 1949 à 1954, puis président du Conseil des associations des forces territoriales et auxiliaires de 1954 à 1956. Il est également président du Conseil de la recherche médicale de 1952 à 1960. 

## Famille
Le 1er juin 1926, il épouse Angela Olivia Trotter (en), fille du lieutenant-colonel Henry Trotter (officier) (en) ; ils ont trois enfants: 
- Patrick Pery (6e comte de Limerick) (en) (1930-2003)
- Michael Henry Colquhoun Pery (né en 1937)
- Anne Patricia Pery (née en 1928), épouse Peter Francis Thorne, devenant Anne Thorne (en). Elle est une éminente professeure de physique au Blackett Laboratory, Imperial College of Science and Technology, Londres.

En 1954, Angela est élevée au rang de Dame de l'Ordre de l'Empire britannique (GBE). En 1974, elle est nommée Compagnon d'honneur (CH). Lord Limerick s'est suicidé en 1967 et ses titres sont passés ç son fils aîné, Patrick, décédé en 2003. Angela, comtesse de Limerick, est décédée en 1981. 